# Sanawitta
Sanawitta era una ciutat hitita situada potser al centre d'Anatòlia. En aquesta ciutat el rei Pusarrumas va designar hereu al seu gendre Labarnas I.
El rei Hattusilis I durant el primer any del seu regnat, va marxar contra Sanawitta i no la va destruir, però va destruir el seu territori. Va deixar tropes d'ocupació a les que va donar ordre d'aprofitar els recursos del territori.